# Fearful Symmetry (The X-Files)
«Fearful Symmetry» es el decimoctavo episodio de la segunda temporada de la serie de televisión estadounidense de ciencia ficción The X-Files. Se estrenó en la cadena Fox el 24 de febrero de 1995. Fue escrito por Steve De Jarnatt y dirigido por James Whitmore Jr. El episodio es una historia del «monstruo de la semana», solo vagamente conectada con la amplia mitología de la serie. «Fearful Symmetry» recibió una calificación Nielsen de 10,1 y fue visto por 9,6 millones de hogares. El episodio recibió opiniones mixtas de los críticos, pero luego ganó un premio EMA.
El programa se centra en los agentes especiales del FBI Fox Mulder (David Duchovny) y Dana Scully (Gillian Anderson) que trabajan en casos relacionados con lo paranormal, llamados expedientes X. Mulder cree en lo paranormal, mientras que la escéptica Scully fue asignada para desacreditar su trabajo. En este episodio, Mulder y Scully investigan la muerte de un trabajador de la construcción federal y la destrucción de varias propiedades que solo pueden vincularse a un elefante que se escapó. Desafortunadamente, los únicos testigos afirman no haber visto animales que pudieran haber causado los destrozos. Pronto, Mulder y Scully descubren el zoológico local cuyo reclamo a la fama es que nunca han tenido un parto de animales exitoso.
«Fearful Symmetry» toma su título de una línea del poema de William Blake «The Tyger». La filmación del episodio enfrentó varios obstáculos. Se utilizaron elefantes y tigres vivos. El coproductor J.P. Finn afirmó que la parte más difícil de filmar el episodio fue conseguir un elefante. El mayor obstáculo al filmar escenas con el tigre fue mantenerlo «calmado y cálido», debido a la naturaleza fresca de Vancouver. Debido a las leyes contra la explotación, varias escenas tuvieron que ser filmadas en el país.

## Argumento
En Fairfield, Idaho, dos conserjes presencian cómo una fuerza invisible recorre una calle de la ciudad; un trabajador es asesinado por la fuerza en la carretera. Al día siguiente, un elefante se materializa de repente frente a un camión grande que se aproxima. El conductor logra detenerse a tiempo, pero el elefante pronto se derrumba y muere a más de cuarenta millas de donde desapareció la noche anterior, el zoológico de Fairfield.
Fox Mulder (David Duchovny) y Dana Scully (Gillian Anderson) estudian los daños en la ciudad, que parecen haber sido causados por un elefante, aunque no se vio ninguno. Ed Meecham, un cuidador de animales en el zoológico, cuenta cómo llegó a la jaula cerrada del elefante y la encontró vacía. Su jefe, Willa Ambrose, les dice a los agentes que el zoológico está en peligro de cerrar debido a otras desapariciones de animales. Ella culpa del declive del zoológico a un grupo de derechos de los animales que se sabe que liberan animales en cautiverio. El líder del grupo, Kyle Lang, niega cualquier participación en la liberación del elefante. Lang les dice que Ambrose fue demandada por el gobierno de Malawi por llevarse un gorila oriental de llanura diez años antes.
Mulder contacta con Frohike y Byers, quienes dicen que Fairfield es conocido por sus desapariciones de animales y avistamientos de ovnis. También mencionan al gorila de Ambrose, que se sabe que se comunica utilizando Lengua de signos americana. Mientras tanto, Scully sigue a uno de los activistas de Lang mientras se cuela en el zoológico, corriendo hacia Meecham adentro. El activista intenta liberar un tigre, pero después de un destello de luz, el tigre aparentemente desaparece. El activista es rápidamente mutilado hasta la muerte, con el asesinato capturado en su cámara de visión nocturna. Cuando le preguntan, Lang niega cualquier responsabilidad por la muerte. Ambrose presenta a los agentes al gorila, Sophie, que se está encogiendo de miedo en su jaula y expresa un aparente miedo a la luz.
Scully realiza una necropsia al elefante, revelando que está embarazada, lo cual es imposible, ya que el animal nunca se había apareado. El tigre reaparece en un sitio de construcción en Boise, y Meecham lo mata a tiros cuando arremete contra Ambrose; el zoológico está cerrado al día siguiente por el incidente. Mulder le dice a Ambrose que el tigre también estaba preñado y explica su teoría de que los extraterrestres están inseminando a los animales en peligro de extinción como parte de «su propia Arca de Noé». Mulder cree que Sophie está embarazada y teme el secuestro de su bebé. Sophie confirma las sospechas de Mulder cuando hace señas de «baby go flying light» («bebé vuela a la luz»).
Los ayudantes del sheriff ordenan a Ambrose liberar a Sophie, bajo custodia, presumiblemente para ser devuelta a Malawi. Ambrose busca sin éxito ayuda de Lang, su antiguo novio, pero él la aconseja dejar que Sophie regrese a la vida salvaje. Más tarde, Lang va a ver a Ambrose en el almacén donde preparan a Sophie para el envío, pero descubre que su jaula está vacía. Luego es misteriosamente asesinado por una caja que se cae. Scully descubre que Lang fue golpeado con una picana y sospecha que Ambrose lo mató, pero ella afirma que Meecham es el responsable. Mulder va a arrestar a Meecham, quien mantiene a Sophie encerrada en otro almacén cerca de Boise. Meecham de repente encierra a Mulder en la habitación de Sophie, donde el enfurecido gorila lo ataca y lo hiere.
Aparece una luz brillante que causa que Sophie desaparezca, pero no antes de que ella le entregue a Mulder un mensaje final en lengua de signos. Cuando Mulder le da el mensaje a Ambrose al día siguiente, ella dice que significa «hombre salvó hombre». Ambrose y los agentes son requeridos en la autopista, donde Sophie muere atropellada por un automóvil. Ambrose y Meecham son acusados de homicidio involuntario por la muerte de Lang. Cuando los agentes se van de Idaho, Mulder dice a través de la narración que él cree que los conservacionistas extraterrestres estuvieron detrás de los eventos en Fairfield.

## Producción
«Fearful Symmetry» fue escrito por Steve De Jarnatt y dirigido por James Whitmore, Jr. El coproductor J.P. Finn afirmó que la parte más difícil de filmar el episodio fue conseguir un elefante; esto requirió un permiso para que el animal pasara la frontera a Vancouver. Los productores encontraron otro obstáculo cuando se trataba de leyes contra la crueldad animal, varias de las cuales habían sido aprobadas en Columbia Británica que prohibían el «uso o apariencia» de animales grandes como elefantes, para protegerlos de ser explotados por circos sin escrúpulos. Para eludir estas reglas, las escenas filmadas con Bubbles se filmaron «en un camino rural tranquilo» en South Surrey, donde estas leyes no estaban vigentes. Finn reveló más tarde que el elefante utilizado para el episodio, llamado «Bubbles», fue «fantástico para trabajar». Inicialmente, los productores temieron que el elefante no corriera hacia un camión, una toma necesaria para la apertura del episodio. En cambio, el elefante disfrutó mucho del camión y los productores tuvieron dificultades para alejarlo. En el episodio, el elefante se llama «Ganesha» en honor al dios hindú del mismo nombre. También se usó para el episodio un tigre vivo. El obstáculo más grande durante la filmación fue mantener al tigre calmado y caliente, dado que el clima de Vancouver es drásticamente diferente de aquel en el que los tigres evolucionaron para prosperar. El título del episodio proviene de una línea en el poema de William Blake «The Tyger». El sitio de construcción ficticio donde aparece el tigre, «Blake Towers», lleva el nombre del poeta.

## Recepción
«Fearful Symmetry» se emitió por primera vez en los Estados Unidos el 24 de febrero de 1995, en la cadena Fox. En su emisión original, fue visto por 9,6 millones de hogares, según el sistema de clasificaciones Nielsen. Recibió una calificación de 10,1/17 entre los espectadores, lo que significa que el 10,1 por ciento de todos los hogares en los Estados Unidos, y el 17 por ciento de todas las personas que veían televisión en ese momento, vieron el episodio. El episodio ganó más tarde un premio EMA por su mensaje medioambiental.
El episodio recibió en su mayoría opiniones mixtas de los críticos. Entertainment Weekly le dio al episodio una C, escribiendo, «Aparte del alboroto del elefante invisible bien ejecutado, este está prácticamente en piloto automático». Zack Handlen de The A.V. Club también lo calificó como una C, llamándolo «olvidable y poco horneado, no lo suficientemente terrible como para ser un fracaso completo, pero olvidable». John Keegan de Critical Myth le dio al episodio una reseña moderadamente negativa y le otorgó un 4 de 10. Escribió: «En general, este episodio se vio más como una declaración del escritor sobre los derechos de los animales que un episodio de The X-Files. La trama no parece saber qué dirección quiere explorar y, en última instancia, los elementos del episodio se contradicen entre sí». Robert Shearman y Lars Pearson, en su libro Wanting to Believe: A Guide to The X-Files, Millennium & The Lone Gunmen, calificaron el episodio con dos estrellas de cinco. Los dos escribieron que, a pesar de que el episodio tenía «una rara ira» y una «genuina pasión detrás» en su mensaje de conservación, la entrada no era una muy buena historia. Shearman y Pearson llamaron a la trama «tan confusa que todo ese impacto [del'teaser] pronto se disipa». La trama de «Fearful Symmetry» también fue adaptada como una novela para jóvenes en 1996 por Les Martin, bajo el título Tiger, Tiger.

### Novelización
- Tiger, Tiger en Internet Speculative Fiction Database (en inglés)

- Datos: Q5439432